# Sameba-Kathedrale

Die Sameba-Kathedrale, Außenansicht.

Die Sameba-Kathedrale (georgisch სამების ტაძარი samebis t’adzari, deutsch ‚Dreifaltigkeits-Kathedrale‘) ist ein Kirchengebäude in der georgischen Hauptstadt Tiflis. Sie ist eine der Hauptkirchen der Georgischen Orthodoxen Apostelkirche und, mit der Swetizchoweli-Kathedrale, Sitz ihres Patriarchen. Sie ist das größte Kirchengebäude in Transkaukasien.

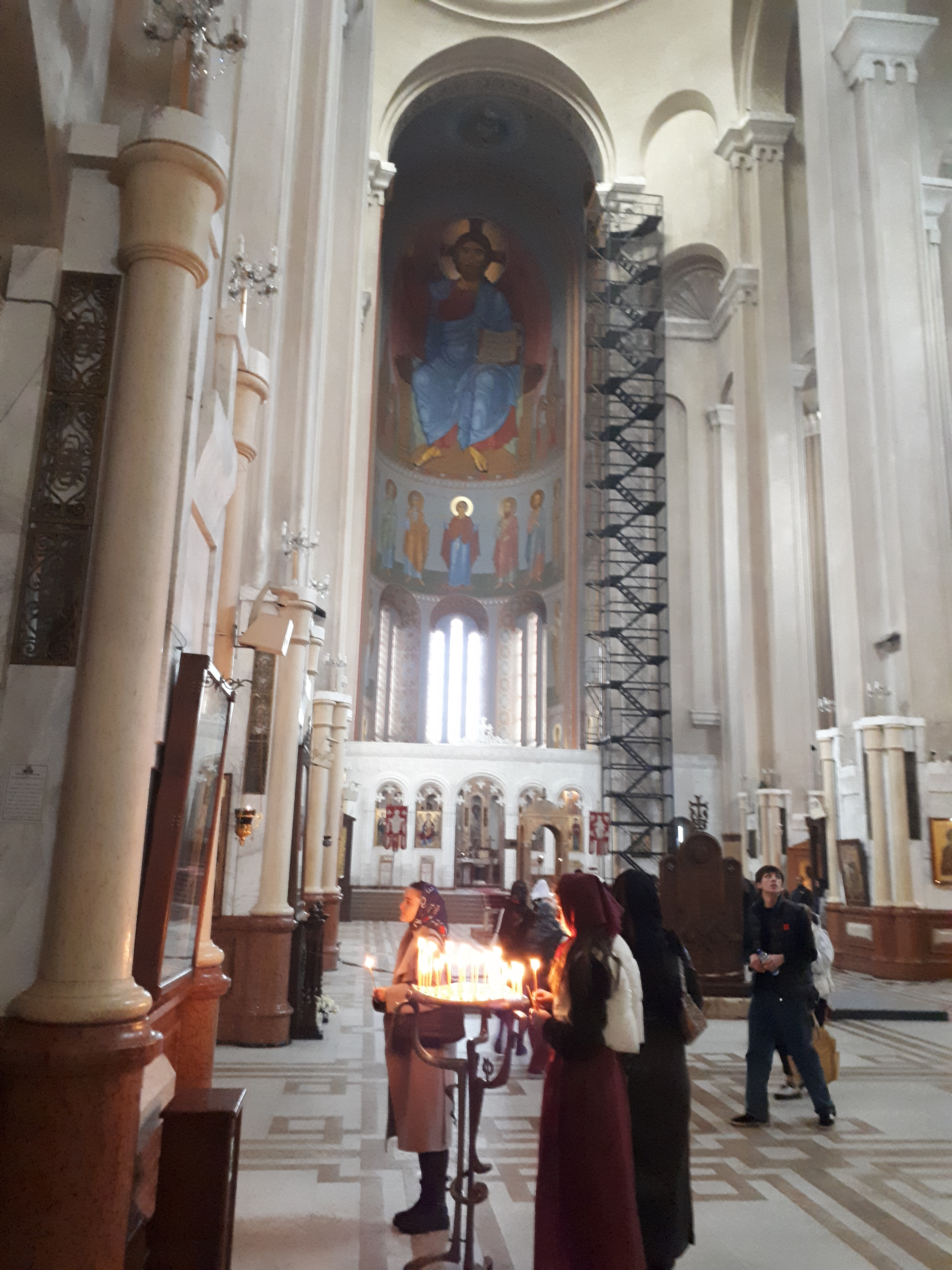
Innenansicht der Sameba-Kathedrale im November 2024

Die Kathedrale wurde 1996 bis 2004 nach Plänen des Architekten Artschil Mindiaschwili erbaut. Der Entwurf wurde 1989 in einem von der orthodoxen Kirche ausgelobten Architektenwettbewerb unter über 100 Vorschlägen ausgewählt. Der Bau wurde aus Mitteln des georgischen Geschäftsmanns Bidsina Iwanischwili finanziert und galt als „Symbol der nationalen und religiösen Wiedererstehung Georgiens“.
Die Kathedrale steht im Zentrum von Tiflis auf dem Elias-Hügel am linken Kura-Ufer nahe der Altstadt. Auf ihrem neun Hektar großen Gelände sind auch die Residenz des georgischen Katholikos-Patriarchen und Erzbischofs von Mzcheta-Tiflis, ein Kloster, ein Priesterseminar und eine theologische Hochschule untergebracht.

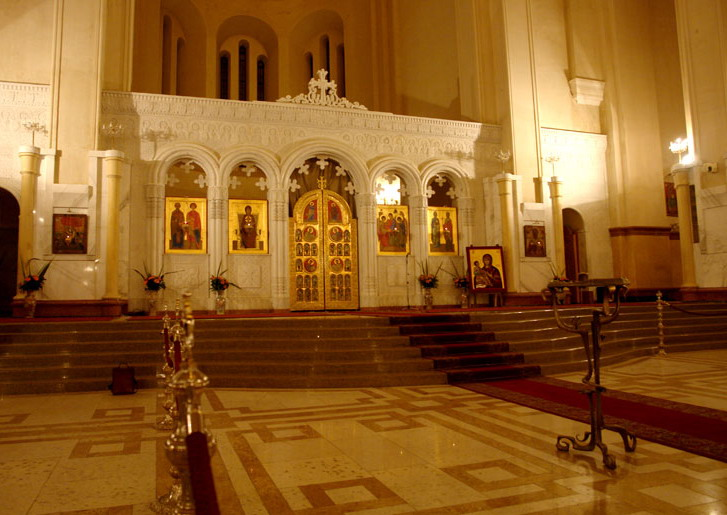
Innenraum der Sameba-Kathedrale

Die Kathedrale ist eine Mischung verschiedener georgischer Kirchenbaustile. Sie hat einen kreuzförmigen Grundriss. Die Kuppel liegt über der Vierung und ruht auf acht Pfeilern. Die Proportionen der Kirche sind von der Apsis unabhängig, vermitteln so einen monumentaleren Eindruck. Die Kuppel wird von einem 7,5 Meter hohen vergoldeten Kreuz gekrönt. Die Höhe des Gebäudes vom Erdboden bis zur Spitze des Kreuzes beträgt 84 Meter. Der Innenraum umfasst 56 × 44 m. Das Gebäude hat, einschließlich des Narthex, eine Gesamtfläche von 5.000 Quadratmeter. 
Die Sameba-Kathedrale besteht aus neun Kapellen. Sie sind den Erzengeln, Johannes dem Täufer, der Heiligen Nino, dem Heiligen Georg, dem heiligen Nikolaus von Myra, den Aposteln und allen Heiligen gewidmet. Fünf der Kapellen sind in einem großen Kellergeschoss untergebracht. Zur Kathedrale gehört auch ein Campanile.
Für den Bau wurde ausschließlich Naturstein verwendet. Der Boden ist mit Marmorplatten ausgekleidet. Der Altar ist mit einem Mosaik geschmückt, die Wände mit Fresken einer Künstlergruppe unter Leitung von Amiran Goglidse.